# Växelvärmning
Växelvärmning används för att vid snöfall smälta bort snö och is som kan hindra rörelser hos en järnvägsväxels tungor.

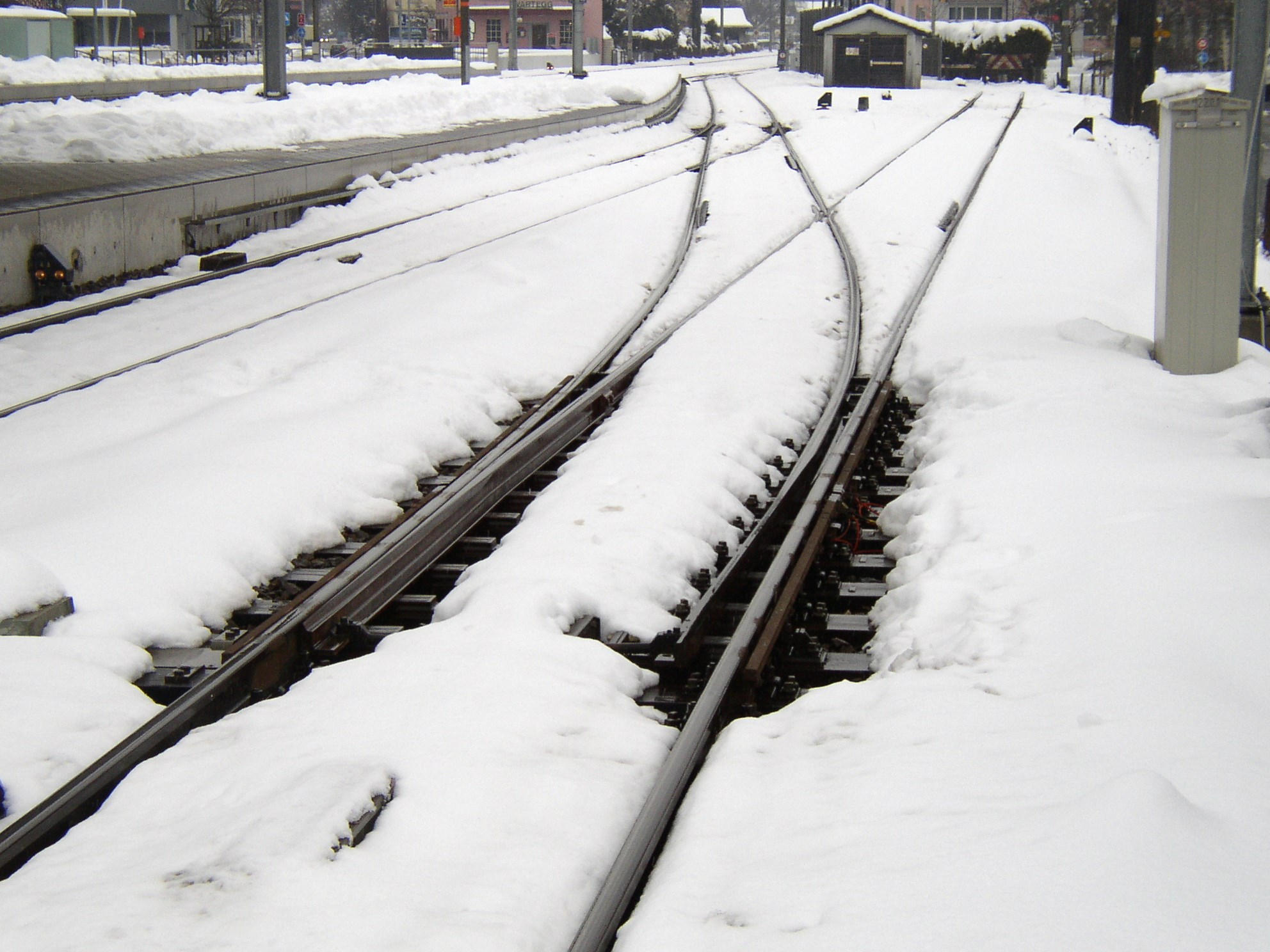
Växelvärmningen håller växeln fri från snö och is

Anordningen består av elektriska värmeslingor som fästs utmed växeltungorna och de motstående rälerna samt i vissa fall av sensorer som känner av nederbörd och temperatur för att begränsa den stora energiåtgången. Om växeltungorna ändå förhindras i en rörelse kommer tungkontrollkontakterna upptäcka detta och om växeln inte går i kontroll, ge stoppsignal.
För att behålla en större del av värmen som elementen avger övertäcks delar av växlarna på vintern med skivor och presenningar. Ett projekt som visat sig inte vara helt lyckat där den största tillåtna hastigheten är hög. 
Vid mycket kraftigt snöväder kan det vara nödvändigt med sopning av växlarna, vilket är ett farligt moment med bland annat risk för klämskador och påkörning. I Sverige har ett system med långa borstar monterade längs med rälerna börjat införas. Borstarna hindrar drivsnön från att blåsa in i växeln och kan sitta monterade året om.
Ett speciellt problem är den isbildning som sker i tågets undereden vid snörök och snöfygning. Enligt uppgift från Banverket 2010 kan ett X2000-tåg mellan Göteborg och Stockholm öka 30 ton i vikt. När hjulen går över en växel kan isklumpar falla av och hamna mellan växeltungorna. Mot detta hjälper ej växelvärmningen. Ett annat problem vid långvarig kyla är att smältvattnet fryser i ballasten så att tungorna kan frysa fast underifrån.
Rent elektriskt matas värmeslingorna med mittpunktsjordad 230V. Det betyder att transformatorn som matar har en sekundärlindning som är jordad i sin mittpunkt så att den ena ledaren får +115V och den andra -115V mot jord. Detta av säkerhetsskäl.
Växelvärmare är viktiga för att höja tillgängligheten för trafikutövarna.